# Targanice
Targanice is een dorp in de Poolse woiwodschap Klein-Polen. De plaats maakt deel uit van de gemeente Andrychów en telt 3860 inwoners.